# جوزيف زيمبا
جوزيف زيمبا (بالإنجليزية: Joseph Zimba)‏ هو لاعب كرة قدم زامبي في مركز الدفاع، ولد في 1 أغسطس 1988 في لوساكا.

## وصلات خارجية
- جوزيف زيمبا على موقع قاعدة بيانات كرة القدم.إي يو (الإنجليزية)